# Hydnum repandum
Hydnum repandum L., Species Plantarum: 1178 (1753).
L'Hydnum repandum è un fungo molto apprezzato e ricercato della famiglia delle Hydnaceae conosciuto ai più con l'appellativo volgare di "steccherino", per via degli aculei presenti sotto il cappello.

Esiste una specie molto somigliante che appartiene allo stesso genere, l'H. rufescens che però si distingue per il sapore leggermente più amaro dell'H. repandum e perché possiede aculei adnati e non decorrenti.

## Descrizione della specie

### Cappello
Compatto, convesso o depresso al centro e irregolarmente lobato all'orlo; color bianco-giallastro, a volte quasi grigio
.

### Aculei
Fitti cilindro-conici, corti, fragili, ottusi all'apice e biancastri o color rosa-salmone, decorrenti sul gambo (adnati nell'Hydnum rufescens).

### Gambo
Spesso eccentrico, grosso, cilindrico, tomentoso; color biancastro o concolore al cappello.

### Carne
Bianca, soda, fragile, a volte friabile.
- Odore: gradevole, fungino.
- Sapore: dolce con retrogusto amarognolo.

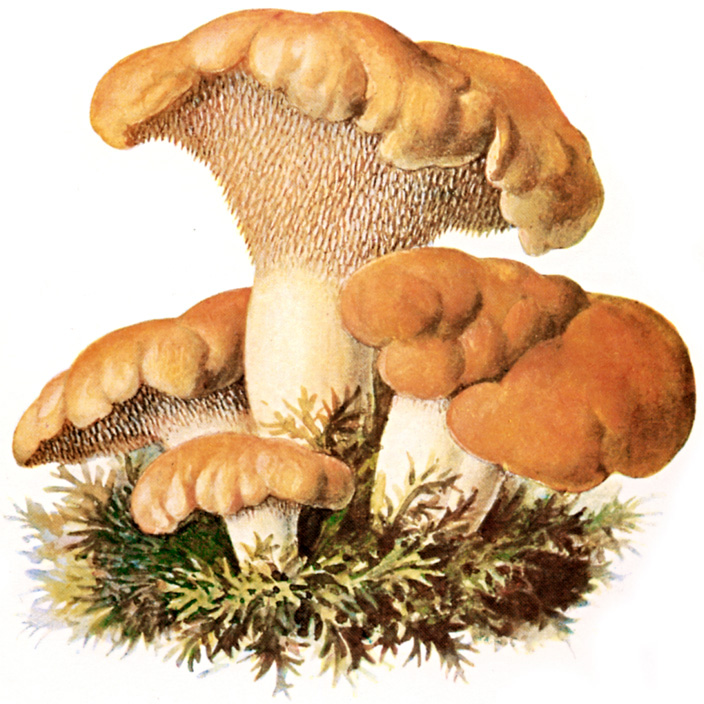
Illustrazione di H. repandum

### Spore
6,5-9 x 5,5-7 µm , bianche in massa, arrotondate o ellissoidali.

## Habitat
Fruttifica gregario o grandi-cerchi in estate-autunno, nei boschi di aghifoglie e latifoglie.

## Commestibilità
Le caratteristiche organolettiche dipendono dal luogo di crescita e dall'età dei carpofori:
- buona quella dei carpofori giovani, anche quelli di dimensioni generose;
- discreta negli esemplari più maturi, mediocre quella degli esemplari troppo vecchi.

Le opinioni circa la commestibilità dell'H. repandum sono varie, da mediocre commestibile a eccellente.
Alcune associazioni micologiche suggeriscono di eliminare gli aculei, considerati amarognoli.

## Specie simili
- Cantharellus cibarius (ottimo commestibile), che però possiede "pseudolamelle" sotto il cappello e non "aculei"
- Hydnum rufescens (commestibile, con cautela - va consumato ben cotto), i cui aculei sono adnati e non decorrenti.

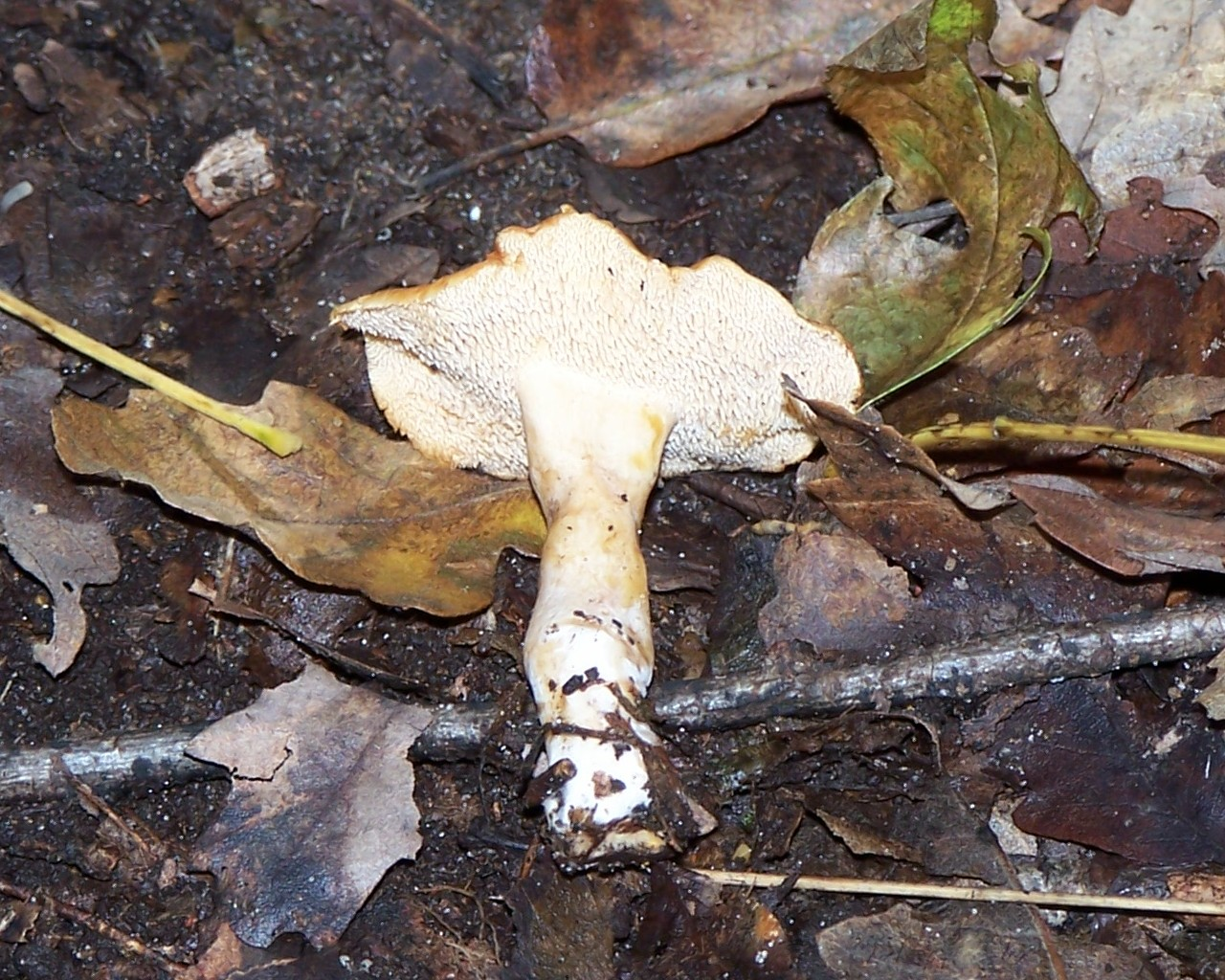
Hydnum rufescens Aculei adnati
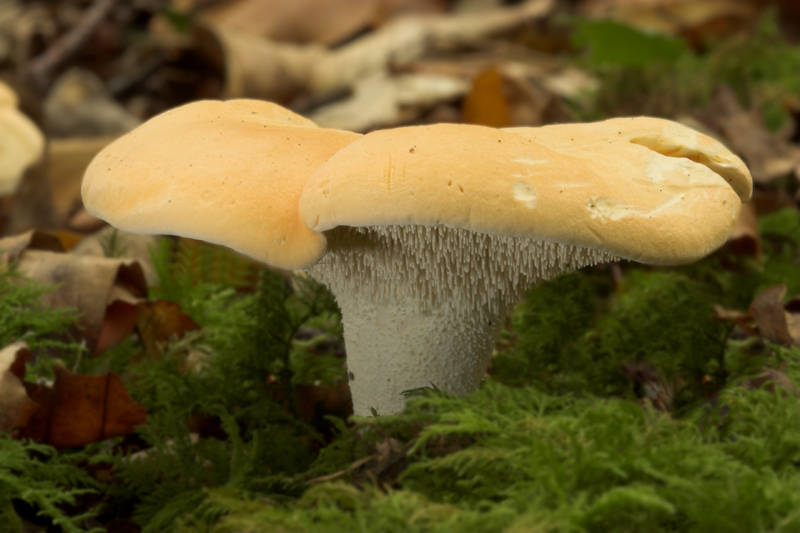
Hydnum repandum Aculei decorrenti

## Nomi comuni
- Barba di capra
- Carpignolo
- Carpinello
- Dentino
- Pelosello
- Spinarolo
- Steccherino dorato
- Trippa di pecora
- Buraj du scöt

## Etimologia
Dal latino repandum = ripiegato all'insù, per il modo di presentare l'orlo del cappello.

## Sinonimi e binomi obsoleti
- Dentinum repandum (L.) Gray, A Natural Arrangement of British Plants (London) 1: 650 (1821)
- Dentinum rufescens (Schaeff.) Gray, A Natural Arrangement of British Plants (London) 1: 650 (1821)
- Fungus erinaceus Vaill., Bot. paris.: 58 (1723)
- Hydnum album Pers., Traité sur les Champignons Comestibles (Paris): 249 (1818)
- Hydnum aurantium Raf., J. Bot. (Desvaux) 1: 237 (1813)
- Hydnum bicolor Raddi, Mem. Mat. Fis. Soc. Ital. Sci. Modena, Pt. Mem. Fis. 13: 353 (1807)
- Hydnum bulbosum Raddi, Mem. Mat. Fis. Soc. Ital. Sci. Modena, Pt. Mem. Fis. 13: 353 (1807)
- Hydnum clandestinum Batsch, Elench. fung. (Halle): 113 (1783)
- Hydnum diffractum Berk., J. Bot. 6: 323 (1847)
- Hydnum flavidum Schaeff., Fungorum qui in Bavaria et Palatinatu circa Ratisbonam nascuntur 4: 99 (1774)
- Hydnum imbricatum sensu Bolton [Hist. Fung. Halifax 2: 88 (1788)]; fide Checklist of Basidiomycota of Great Britain and Ireland (2005)
- Hydnum medium Pers., Observationes mycologicae (Lipsiae) 2: 97 (1800) [1799]
- Hydnum pallidum Raddi, Mem. Mat. Fis. Soc. Ital. Sci. Modena, Pt. Mem. Fis. 13: 353 (1807)
- Hydnum rufescens Schaeff., Fungorum qui in Bavaria et Palatinatu circa Ratisbonam nascuntur 4: 95 (1774)
- Hydnum rufescens sensu auct.; fide Checklist of Basidiomycota of Great Britain and Ireland (2005)
- Hydnum washingtonianum Ellis & Everh., Proc. Acad. Nat. Sci. Philadelphia, 1891 46: 323 (1894)
- Hypothele repanda (L.) Paulet, Icon. Champ. (1812)
- Sarcodon abietinus R. Heim [as 'abietinum'], Revue Mycol., Paris 8: 10 (1943)
- Sarcodon repandus (L.) Quél., Enchiridion Fungorum, in Europa Media Præsertim in Gallia Vigentium (Paris): 189 (1886)
- Tyrodon repandus (L.) P. Karst., Revue mycol., Toulouse 3(9): 19 (1881)